# Черкеськ
Черкеськ (рос. Черкесск) — місто в Російській Федерації, столиця Карачаєво-Черкеської Республіки.

## Історія
У 1804 році, козаками 3-го Хоперського полку було засноване військове укріплення на Кубанській прикордонній лінії на місці Баталпашинського маєтку (названо на честь господаря Батал-паши). 
У 1825 році була заснована станиця Баталпашинська, яка з 1880 року стала адміністративним центром повіту Кубанської області.
У роки громадянської війни станиця Баталпашинська — один центрів Білогвардійського руху. З поч. 1919 до весни 1920 року була зайнята військами генерала Шкуро.
З 1922 року станиця — центр Карачаєво-Черкеської автономної області, з 1926 — центр Черкеського національного округу, а з 1928 по 1943 — Черкеської автономної області.
У 1931 році станиця отримала статус міста.
У 1934 році Баталпашинськ був перейменований у Сулімов, на честь голови Раднаркому РРФСР Д. Є. Сулімова. У 1937 році, після арешту і розстрілу Сулімова, місто було перейменоване у Єжово-Черкеськ, на честь наркома внутрішніх справ М. І. Єжова. З 1939 року, після арешту і розстрілу Єжова, місто стало називатися Черкеськ.
З 1957 року Черкеськ — центр Карачаєво-Черкеської автономної області.

## Географія
Місто розташоване в Передкавказзі, на правому березі річки Кубань.

## Населення
У Черкеську проживає чверть населення республіки — 116733 на 1 січня 2009 року.

Більшість населення складають росіяни (55,5% у 2002 році). Проживають також карачаївці — 13,8%, черкеси — 12,6%, абазини — 8,2%, ногайці — 1,5%.
|      |         | Росіяни | Карачаєвці | Черкеси | Абазини | Ногайці | Українці |
| ---- | ------- | ------- | ---------- | ------- | ------- | ------- | -------- |
| 1897 | 11.473  | 91,2%   |            |         |         |         | 4,5%     |
| 1926 | 19.355  | 82,7%   | 0,8%       |         |         |         | 9,0%     |
| 1939 | 28.645  | 87,6%   | 0,8%       | 1,4%    | 1,5%    | 0,5%    | 3,6%     |
| 1959 | 41.709  | 87,7%   | 1,6%       | 2,1%    | 1,8%    | 0,4%    | 2,8%     |
| 1979 | 90.907  | 74,5%   | 6,2%       | 6,4%    | 5,0%    | 1,0%    | 2,1%     |
| 1989 | 112.307 | 67,8%   | 7,7%       | 9,0%    | 6,5%    | 1,2%    | 2,2%     |
| 2002 | 116.244 | 55,5%   | 13,8%      | 12,6%   | 8,2%    | 1,5%    | 1,3%     |